# Gong Ji-young
Ji-Young Gong (nacida el 31 de enero de 1963) es novelista y una de las escritoras más famosas de la nueva ola de autores que sacudió los cimientos de la literatura coreana durante las décadas de los ochenta y noventa del siglo XX.

## Biografía
Ji-Young Gong se interesó por la literatura desde muy joven; siendo aún adolescente se autopublicó relatos y composiciones poéticas.
Durante su etapa universitaria mantuvo relación con el movimiento estudiantil. De esa experiencia proviene su sentido de la finalidad literaria. En 1985 se graduó en Filología por la Universidad Yonsei. Su primera novela, Amanecer naciente, fue el resultado directo de su participación en los movimientos estudiantiles y obreros de la época. Sus primeras obras tratan precisamente de esa época estudiantil y de compañeros que como ella crecieron en un tiempo caracterizado por violentas protestas y turbulencia política en Corea del Sur.

## Obra
Comenzó a escribir con plena dedicación en 1988. Sus obras se centran en los trabajadores, los no privilegiados y quienes sufren discriminación. También ha escrito de forma extensa sobre mujeres jóvenes con estudios que intentan forjar sus vidas con familia y sin ella.
Se considera una escritora feminista. En muchas de sus obras, la temática de la lucha de la mujer y el movimiento obrero se mezclan en personajes que deben enfrentarse a la doble tarea de construirse una identidad nueva en el marco del movimiento obrero y encontrar un lugar para sí en una sociedad dominada por los hombres. A medida que el caos y la represión de los ochenta dio lugar a la relativa calma y prosperidad de los noventa, los estudiantes que tanto se habían sacrificado en la consecución de las deseadas transformaciones sociales, acceden a un mundo que ya no parece necesitar su fervor revolucionario ni su entrega. No les queda más remedio que seguir el curso de vidas corrientes, sin el sentido de dirección que una vez fue parte integral de su identidad. Para la mujer, el proceso de reintegración en una sociedad capitalista como ciudadanos comunes no solo implicó la asunción de objetivos materiales antes rechazados, sino también el sometimiento al orden patriarcal. La ira y confusión resultantes constituyen el núcleo de las obras de Ji-Young Gong.
Junto al activismo social, una de las preocupaciones temáticas principales de la autora es, según ha quedado dicho, el tema de la mujer, particularmente en lo que se refiere al fracaso de una sociedad que no se desprende de una mentalidad patriarcal. Apoya incisivamente la igualdad de sexos, e insiste en que tal igualdad, garantizada por ley, no es todavía una realidad. En 1993, su novela Ve sola como el cuerno de un rinoceronte, que trata centralmente de asuntos femeninos, fue adaptada al cine y al teatro.
A finales de los noventa continuó dedicándose a esas temáticas, pero otorgando mayor fuerza creativa al tratamiento de personajes no privilegiados, los discriminados por la sociedad coreana. En su novela de 1998 Mi hermana Bongsoon, retrata la vida de una mujer en la década de los 60. En su best-seller Nuestros años felices, habla de la pena capital; y en la novela autobiográfica Hogar de felicidad describe la realidad de una familia de padres divorciados. Su obra más reciente, El crisol, se ocupa de la represión sexual en la sociedad coreana, así como de los abusos y la violencia hacia las personas con discapacidad.

## Premios
- 2001 - Premio Literario Century
- 2001 - Premio Literario de la Asociación de Novelistas Coreanos
- 2004 - Premio Literario Oh Young-soo
- 2006 - Premio Especial de Amnistía Internacional
- 2011 - Premio Literario Yi Sang

## Obras en coreano
- 1993 - Ve sola como el cuerno del rinoceronte
- 1994 - La caballa
- 2002 - Mi hermana Bong-soon
- 1999 - Existir es llorar
- 2000 - ¿Quién somos, de dónde venimos y a dónde vamos?
- 2005 - Películas de mi vida
- 2005 - Nuestros tiempos felices
- 2006 - Estaba sola como una gota de agua
- 2006 - El alma sin heridas
- 2009 - Gente en la Biblia para niños
- 2009 - El crisol

## Ediciones en español
- Nuestros tiempos felices (우리들의 행복한 시간), ed. y trad. de Lee Hyekyung, Madrid, La Esfera de los libros, 2012.